# مجتبی سمیع‌نژاد
مجتبی (مدیار) سمیع‌نژاد (زادهٔ ۸ مهر ۱۳۵۹) روزنامه‌نگار، نویسنده، وبلاگ نویس و فعال حقوق بشر می‌باشد.

## فعالیت‌ها
سمیع‌نژاد به خاطر انتشار عقایدش در یک وبلاگ، مدتی را در زندان سپری کرده‌است.
همچنین، او مدیر انتشارات شهر خورشید است و مدتی دبیر تحریریه مجله فردوسی نیز بود.
سمیع‌نژاد اولین بار در ۱۰ آبان ۱۳۸۳ دستگیر شد و در ۷ بهمن ۸۳ با قرار وثیقه از زندان آزاد شد. اما مجدداً و با دو برابر شدن میزان وثیقه، در تاریخ ۲۳ بهمن مجبور شد که به زندان بازگردد.
علت دستگیری وی انتشار خبر بازداشت سه وبلاگ‌نویس دیگر بود، اما بعداً اتهامات دیگری نیز به پرونده او اضافه شد.
همچنین او متهم به اهانت به رهبر جمهوری اسلامی ایران، اقدام علیه امنیت کشور و توهین به پیامبر نیز بود. او در اتهام توهین به رهبری مجرم شناخته شد و دو سال و ده ماه به زندان محکوم شد. در ۷ تیر ۱۳۸۴ از اتهام اهانت به پیامبر اسلام تبرئه شد. بنا بر قانون مجازات‌های اسلامی اهانت به پیامبر اسلام با مجازات اعدام همراه خواهد بود که سمیع‌نژاد از این اتهام رفع اتهام شد و مجازات او به ۳۴ ماه زندان کاهش یافت.
سرانجام بعد از ۲۱ ماه در ۲۲ شهریور ۱۳۸۵ از زندان آزاد شد و ۱۳ ماه باقی‌مانده از حبس او به مدت پنج سال به حالت تعلیق درآمد. وی بعد از آزادی از زندان فعالیت‌های حقوق بشری را پی گرفت و در وبلاگ خود به دفاع از زندانیان سیاسی پرداخت. هم‌اکنون سمیع‌نژاد عضو گروه خانه‌ی حقوق بشر ایران است.

## آثار
- داستان 
  - ۱۳۸۳- آدم‌های مبهم: یک داستان کوتاه سور رئال به زبان فارسی.[۳]
  - ۱۳۸۵- ساعت سفید: یک داستان کوتاه سور رئال به زبان فارسی.

## جوایز و افتخارات
- ۱۳۸۳- بهترین وبلاگ مدافع حقوق بشر در سال ۲۰۰۴[۴] (پیوند مرده)

اولین جلسه محاکمه وی در شعبه ۱۳ دادگاه انقلاب اسلامی تهران به ریاست قاضی سادات برگزار گردید.